# Osmond Williams
Arthur Osmond Wynn Williams (17 mars 1849-28 janvier 1927) est un homme politique du Parti libéral gallois.

## Jeunesse
Il est né à Llanfihangel-y-Traethau, Merionethshire, Pays de Galles le 17 mars 1849. Il est le fils aîné survivant de David Williams, député de Merioneth de 1868 à 1869 et d'Anne Louisa Loveday. Il est le frère de Leonard Williams (en), éminent médecin et écrivain, et d'Alice Williams (en), peintre et assistante sociale . Williams fait ses études à Eton.

## Carrière
Il est élu député libéral de Merioneth aux élections générales de 1900 et occupe le siège jusqu'en 1910 .
Williams est juge de paix et lieutenant adjoint du Caernarfonshire, président des sessions trimestrielles de Merioneth et constable du Château de Harlech. En 1909, il est créé baronnet de Castell Deudraeth et Borthwen, et du 22 mars 1909 au 28 janvier 1927, il est Lord Lieutenant du Merionethshire ,.

## Vie privée
Le 3 août 1880, il épouse Frances Evelyn Greaves (1855–1926) à Lillington, Warwickshire. Elle est la fille de John Whitehead Greaves et d'Ellen Stedman. Ensemble, ils ont six enfants, dont :
- David Osmond Deudraeth Williams (1882–1882), décédé en bas âge ;
- Capitaine Osmond Trahairn Deudraeth Williams (1883–1915), qui épouse Lady Gladys Margaret Finch-Hatton (1882–1964), fille unique de Henry Finch-Hatton (13e comte de Winchilsea) et Annie Jane Codrington (fille aînée de l'amiral de la flotte Sir Henry Codrington (en)) [8]. Il sert dans la seconde guerre des Boers et est tué au combat pendant la Première Guerre mondiale pendant la bataille de Loos [5] ;
- Evelyn Oliven Williams (1884–1960), qui épouse le major-général Sir Nevill Smyth (en) [9] ;
- Lawrence Trevor Greaves Williams (1885–1930), décédé célibataire [10] ;
- Annie Salizma Loveday Williams (née en 1891) [11] ;
- Ellen Dolga Dormie Williams (née en 1891), qui épouse le capitaine Robert Gordon Beazley, frère de Hugh Loveday Beazley.

Lady Williams est décédée le 10 août 1926. Sir Osmond est décédé en Australie le 28 janvier 1927. Il est remplacé comme baronnet par son petit-fils, Michael Osmond Williams, 2e baronnet (1914–2012)  qui épouse Benitha Mary Booker, fille de George Henry Booker .